# Meritxell Sales Tomàs
Meritxell Sales Tomàs (Barcelona, 31 de maig de 1960), és una poetessa, professora, traductora i escriptora catalana.
Va estudiar el graduat escolar a la Princess Margaret English School, el BUP a l'Escola TAU i el COU a l'Institut Cultural del CIC. Es va llicenciar en Filologia Catalana a la Universitat Autònoma de Barcelona, on va tenir com a professors Dolors Oller, Manel Jorba, Jordi Castellanos i Anna Bartra, entre d'altres.
Quant a idiomes, té el domini oral i escrit de l'anglès, en haver-lo estudiat a la Universitat de Cambridge (1980), i de l'alemany, havent obtingut el Mittelstufe Zeugnis (Goethe-Institut, 1984) i perfeccionat la llengua alemanya a la HandelhochSchule de Leipzig (aleshores, República Democràtica Alemanya) el 1987; el 1991 acabà de perfeccionar el coneixement de la llengua alemanya al Bescheinigungüber den Nachweif Deutscher Sprachkenntnisse de la Universitat Lliure de Berlín. A més, té coneixements de francès, àrab i italià.
Fou professora de Llengua catalana i literatura de BUP i COU a les escoles GRAVI i d'ESO i Batxillerat als instituts Camps Blancs (Sant Boi del Llobregat), Baldiri Guilera (El Prat del Llobregat) Ramon Casas i Carbó (Palau-solità i Plegamans) i Rovira-Forns (Santa Perpètua de la Mogoda) entre d'altres.
Als anys 80, fou membre del grup de poesia O així, juntament amb Jordi Pope, Joan Vinuesa, David Castillo, Enric Casasses, Mercè Serret, Eulàlia Framis i Àngel Carmona, entre d'altres. El grup recitava al mode de Sebastià Roure (és a dir, de memòria i en català) a bars, teatres o a la presó Model, de manera que els diaris qualificaven el que feien com a «poesia oral».

## Obra

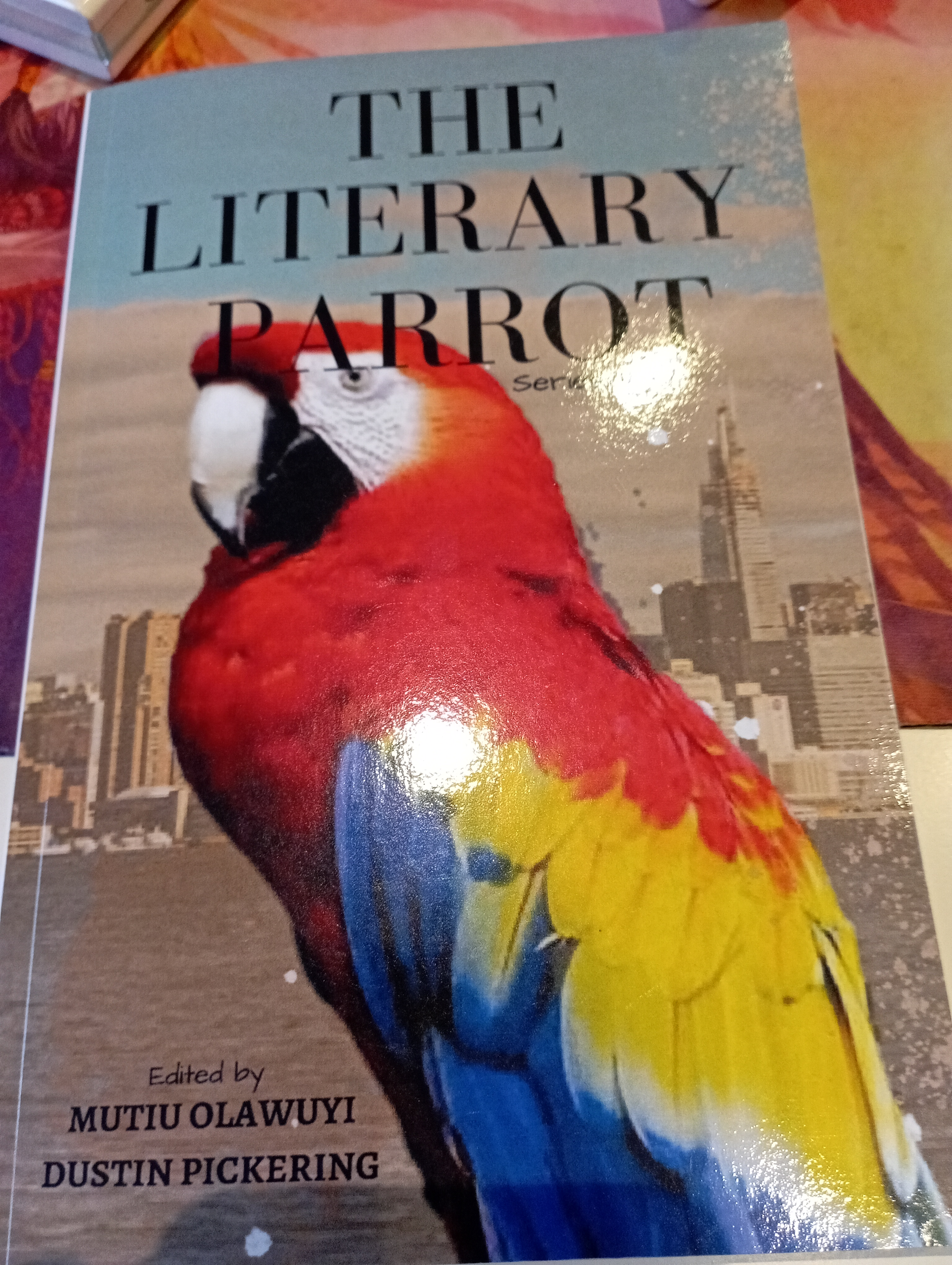
The Literary Parrot, llibre estatunidenc, on està inclòs el poema «La pluja»

- Manual de correspondència privada en català. De Vecchi, 1984. ISBN 978-84-315-0368-0
- Els arbres caminen (epíleg d'Enric Casasses). Meritxell Sales Tomàs, 1999. ISBN 978-84-605-9719-3
- Les pedres parlen (pròleg de David Castillo). Roure Edicions, 2014. ISBN 978-84-695-9963-1[2]
- Paraules per engegar la màquina (coautora). Tinta invisible, 2021. ISBN 978-84-1232402-0
- El seu poema "La pluja" ha estat inclòs en el llibre The Literary Parrot,[3] on es recullen treballs d'arreu del món.
- El seu poema "El meu avi" ha estat inclòs en l'obra Flamarades sortiran. Antologia de poesia catalana feminista. Godall edicions, 2023. ISBN 978-84-126896-2-4

## Articles
- «Trabal o l'aniversari que no s'esdevingué».
- «Salvador Espriu, si n'era...». El Punt Avui, 23 d'abril de 2013.
- «El mur sota Berlín». El Punt Avui, 7 de novembre de 2014.

## Traduccions
- Othmar Franz Lang, Angelo, un convidat molt especial. Cruïlla, 1989.
- Jutta Richter, Annabella Pampellugues. Cruïlla, 1991.
- Klaus Mann, Alejandro. El Aleph, 1983; Salamandra. ISBN 84-7669667-1
- Mitsumasa i Massaichiro Anno, El gerro màgic. Joventut, 1993.
- Andrew Matthew, Les bèsties de la Vall del Clot. Cruïlla, 1993.
- Bettina Violet, Un noiet entremaliat. Cruïlla, 1994.